# Liste privater Hochschulen in Deutschland
Diese Liste privater Hochschulen in Deutschland ist eine Liste, die private Hochschulen in Deutschland auflistet.

## Legende
- Baden-Württemberg (BW)
- Bayern (BY)
- Berlin (BE)
- Brandenburg (BB)
- Bremen (HB)
- Hamburg (HH)
- Hessen (HE)
- Mecklenburg-Vorpommern (MV)
- Niedersachsen (NI)
- Nordrhein-Westfalen (NW)
- Rheinland-Pfalz (RP)
- Saarland (SL)
- Sachsen (SN)
- Sachsen-Anhalt (ST)
- Schleswig-Holstein (SH)
- Thüringen (TH)

## Mit Promotionsrecht
- 1896: Vinzenz Pallotti University (bis 2021 Philosophisch-Theologische Hochschule Vallendar (PTHV)) (RP)
- 1898: Handelshochschule Leipzig (HHL), Leipzig (SN)
- 1921: Ukrainische Freie Universität, München
- 1957: Frankfurt School of Finance & Management, Frankfurt am Main (HE)
- 1971: EBS Universität für Wirtschaft und Recht, Oestrich-Winkel und Wiesbaden (HE)
- 1973: ESCP Europe Wirtschaftshochschule Berlin, Berlin (BE)
- 1980: Katholische Universität Eichstätt-Ingolstadt (BY)
- 1982: Universität Witten/Herdecke (UWH), Witten (NW)
- 1984: WHU – Otto Beisheim School of Management, Vallendar (RP)
- 1992: Nordakademie, Elmshorn (SH)
- 1999: Constructor University, Bremen (HB)
- 2000: Bucerius Law School (BLS), Hamburg (HH)
- 2002: Alanus Hochschule für Kunst und Gesellschaft, Alfter (NW)
- 2002: European School of Management and Technology, Berlin (BE)
- 2003: Hertie School, Berlin (BE)
- 2003: Zeppelin Universität, Friedrichshafen (BW)
- 2003: Paracelsus Medizinische Privatuniversität, Nürnberg (BY)
- 2005: Sigmund Freud PrivatUniversität Berlin (SFU), Berlin (BE)
- 2010: Kühne Logistics University, Hamburg (HH)
- 2014: Medizinische Hochschule Brandenburg „Theodor Fontane“ (MHB), Brandenburg an der Havel und Neuruppin (BB)

## Ohne Promotionsrecht

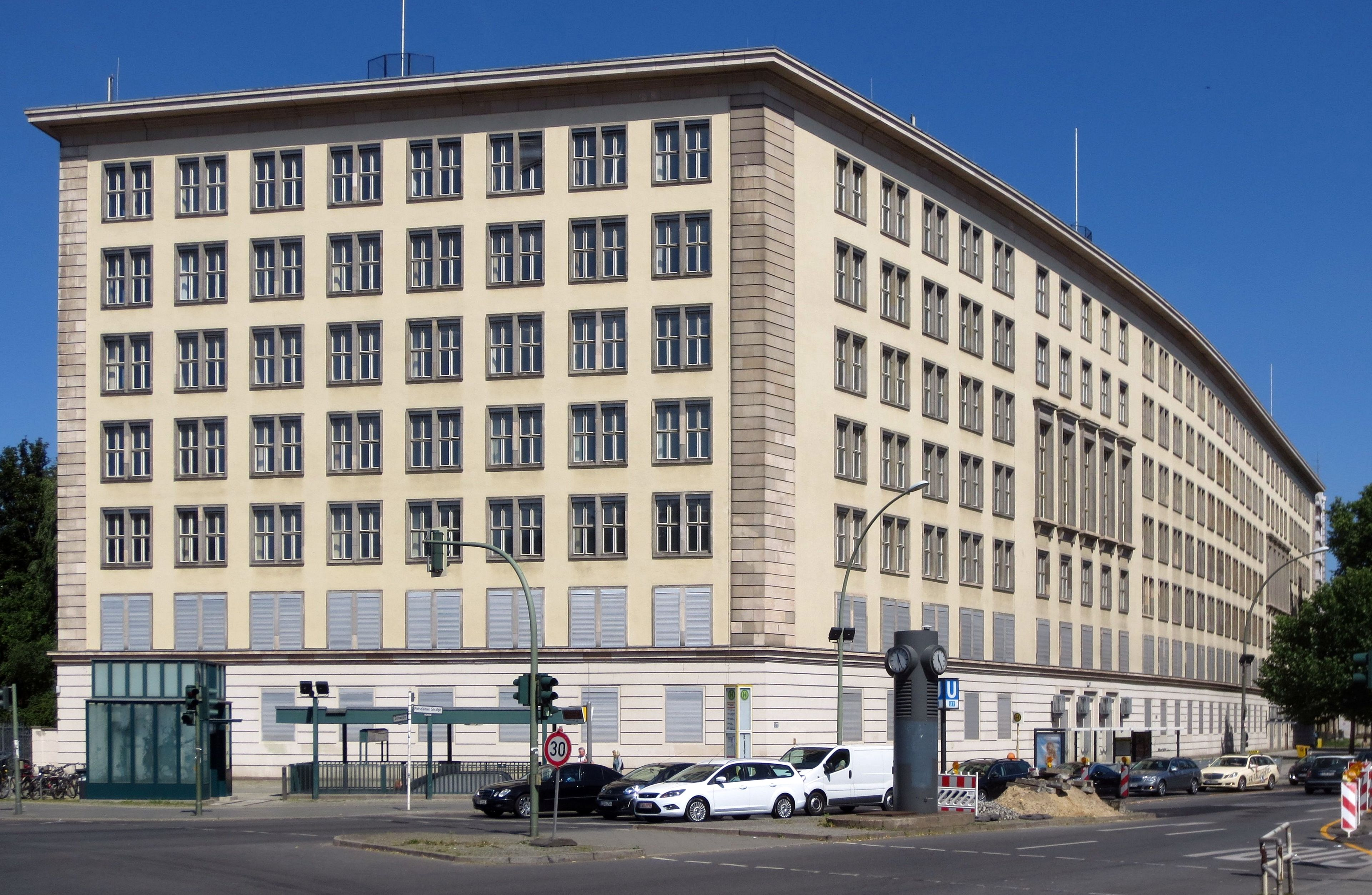
SRH Berlin School of Popular Arts

- 1816: Technische Hochschule Georg Agricola, Bochum (NW)
- 1848: Hochschule Fresenius, Idstein (HE), sowie Standorte in Köln, München, Hamburg
- 1918: Merz Akademie, Stuttgart (BW)
- 1945: Naturwissenschaftlich-Technische Akademie Isny (nta), Isny im Allgäu (BW)
- 1948: Lutherische Theologische Hochschule Oberursel (HE)
- 1959: AKAD-Hochschule Leipzig, Leipzig (SN)
- 1959: AKAD-Hochschule Pinneberg, Pinneberg (SH)
- 1959: AKAD-Hochschule Stuttgart, Stuttgart (BW)
- 1964: Schiller International University (BW)
- 1967: Hochschule für Künste im Sozialen Ottersberg, Ottersberg (NI)
- 1969: Fachhochschule Wedel, Wedel (SH)
- 1969: SRH Hochschule Heidelberg, Heidelberg (BW)
- 1971: Hochschule 21, Buxtehude (NI)
- 1971: Katholische Hochschule NRW (NW)
- 1971: Rheinische Hochschule Köln (RH), Köln (NW)
- 1988: Gustav-Siewerth-Akademie (GSA), Weilheim-Bierbronnen (BW)
- 1989: AMD Akademie Mode & Design, Hamburg (HH)
- 1990: Accadis Hochschule Bad Homburg, Bad Homburg vor der Höhe (HE)
- 1990: International School of Management Dortmund (ISM), Dortmund (NW)
- 1991: Hochschule für Telekommunikation Leipzig (HfTL), Leipzig (SN)
- 1991: Munich Business School (MBS), München (BY)
- 1992: Fachhochschule der Wirtschaft (FHDW), Paderborn, Bergisch Gladbach, Gütersloh (NW)
- 1993: Cologne Business School, Köln (NW)
- 1993: FOM Hochschule, Essen (NW)
- 1994: Diploma Hochschule, Bad Sooden-Allendorf (HE)
- 1994: PFH Private Hochschule Göttingen (PFH), Göttingen, Stade (NI)
- 1995: Athanor Akademie, Passau (BY)
- 1996: Allensbach Hochschule, Konstanz, ehemals WHL-Wissenschaftliche Hochschule Lahr (BW)
- 1996: Fachhochschule für die Wirtschaft (FHDW), Hannover, Celle (NI)
- 1996: SRH Fernhochschule, Riedlingen (BW)
- 1997: HFH Hamburger Fern-Hochschule, Hamburg (HH)
- 1997: Wilhelm Büchner Hochschule, Darmstadt (HE)
- 1998: IU Internationale Hochschule, Erfurt (NW)
- 1998: Private Hochschule für Wirtschaft und Technik (PHWT), Vechta und Diepholz (NI)
- 1998/2022: Steinbeis-Hochschule (SH), Magdeburg (ST) (bis 2022 Berlin)
- 1999: Bard College Berlin, Berlin (BE)
- 1999: GISMA Business School, Hannover und Berlin (NI, BE)
- 2000: Fachhochschule des Mittelstands (FHM), Bielefeld, Rostock, Schwerin, Berlin, Hannover, Köln, Frechen, Bamberg (NW, MV, BE, NI, BY)
- 2000: Business and Information Technology School (BiTS), Iserlohn (NW)
- 2001: Europäische Fachhochschule, Brühl/Erft (NW)
- 2001: Provadis School of International Management and Technology, Frankfurt am Main (HE)
- 2002: Deutsche Hochschule für Prävention und Gesundheitsmanagement, Saarbrücken (SL)
- 2002: SRH Berlin University of Applied Sciences, Berlin (BE)
- 2003: Dresden International University, Dresden (SN)
- 2003: Europäische Fernhochschule Hamburg (Euro-FH), Hamburg (HH)
- 2003: Hochschule der Sparkassen-Finanzgruppe, Bonn (NW)
- 2004: HSBA Hamburg School of Business Administration, Hamburg (HH)
- 2004: Hochschule für angewandtes Management – Fachhochschule (HAM), Ismaning, Hamburg, Berlin, Unna, Treuchtlingen, Neumarkt i.d. Oberpfalz (BY)
- 2004: Karlshochschule International University, Karlsruhe (BW)
- 2004: Mediadesign Hochschule, Berlin (BE)
- 2005: APOLLON Hochschule der Gesundheitswirtschaft, Bremen (HB)
- 2005: SRH Hochschule in Nordrhein-Westfalen, Hamm (NW)
- 2005: German Graduate School of Management and Law, Heilbronn (BW)
- 2006: Berliner Technische Kunsthochschule, Berlin (BE)
- 2006: Fachhochschule der Diakonie, Bielefeld (NW)
- 2006: Hochschule für Angewandte Sprachen – Fachhochschule des SDI München, München (BY)
- 2006: Internationale Hochschule SDI München, München (BY)
- 2006: SRH Hochschule für Gesundheit Gera (TH)
- 2006: Touro College Berlin (BE)
- 2007: bbw Hochschule, Berlin (BE)
- 2007: Design akademie berlin, Hochschule für Kommunikation und Design (FH), Berlin (BE)
- 2007: Europäische Medien- und Business-Akademie (EMBA), Hamburg (HH), Berlin (BE), Düsseldorf (NW)
- 2007: Hochschule für Gesundheit und Sport, Berlin (BE)
- 2007: IB-Hochschule Berlin, Berlin (BE)
- 2007: Hochschule Macromedia, Stuttgart (BW)
- 2008: EBC Hochschule, Hamburg (HH), sowie Standorte in Berlin, Dresden, Düsseldorf und Stuttgart
- 2008: EBZ Business School, Bochum (NW) sowie Hamburg (HH)
- 2008: Media University of Applied Sciences, Berlin (BE) und Köln (NW)
- 2009: Akkon-Hochschule für Humanwissenschaften, Berlin (BE)
- 2009: BSP Business School Berlin Potsdam, Berlin (BE)
- 2009: International Psychoanalytic University Berlin, Berlin (BE)
- 2009: MSH Medical School Hamburg, Hamburg (HH)
- 2009: Rheinische Fachhochschule Neuss, Neuss (NW)
- 2009: SRH Berlin School of Popular Arts, Berlin (BE)
- 2010: Fachhochschule Dresden (FHD), Dresden,(SN)
- 2010: Brand University of Applied Sciences, Hamburg (HH)
- 2010: Hochschule der Wirtschaft für Management (HdWM), Mannheim (BW)
- 2010: Psychologische Hochschule Berlin (PHB), Berlin (BE)
- 2011: Fliedner Fachhochschule Düsseldorf, Düsseldorf (NW)
- 2011: Hochschule Fresenius Heidelberg, Heidelberg (BW)
- 2011: Hochschule für Wirtschaft, Technik und Kultur, Berlin (BE)
- 2012: Hochschule der Bayerischen Wirtschaft (HDBW), München (BY)
- 2012: MSB Medical School Berlin, Berlin (BE)
- 2012: SRH Wilhelm Löhe Hochschule, Fürth (BY)
- 2013: Hochschule der bildenden Künste Essen (HBK Essen), Essen (NW)
- 2013: Hochschule für soziale Arbeit und Pädagogik, Berlin (BE)
- 2013: HSD Hochschule Döpfer, Köln (NW)
- 2013: IST-Hochschule für Management, Düsseldorf (NW)
- 2013: Northern Institute of Technology Management (NIT), Hamburg (HH)
- 2013: VWA-Hochschule, Stuttgart (BW)
- 2014: Berlin International University of Applied Sciences, ehemals BAU International Berlin – University of Applied Sciences, Berlin (BE)
- 2015: Hochschule für Gesellschaftsgestaltung (ehem. Cusanus), Koblenz (RP)
- 2017: CODE University of Applied Sciences, Berlin (BE)
- 2018: XU Exponential University of Applied Sciences, Potsdam (BB)
- 2022: INU – Innovative Hochschule für angewandte Wissenschaften, Köln (NW)

## Inzwischen geschlossene Privathochschulen
- 1985–1989: Nordische Universität, Flensburg und Neumünster (SH)
- 1987–2016: Hochschule für Kunsttherapie Nürtingen, Nürtingen (BW)
- 1993–2011: Internationale Hochschule Calw, Bad Wildbad (BW)
- 1997–2020: DEKRA Hochschule für Medien (BE)
- 1998–2007: Akademie für digitale Medienproduktion, Elstal (BB)
- 1998–2009: International University in Germany, Bruchsal (BW)
- 2000–2013: Fachhochschule Schwäbisch Hall, Schwäbisch Hall (BW)
- 2001–2017: SRH Hochschule für Wirtschaft und Medien Calw, Calw (BW)
- 2001–2011: International School of New Media, Lübeck (SH)
- 2002–2008: Fachhochschule im Deutschen Roten Kreuz, Göttingen (NI)
- 2002–2008: Private Fachhochschule Döpfer für Physiotherapie und Ergotherapie, Schwandorf (BY)
- 2004–2010: Fachhochschule Schloss Hohenfels, Coburg (BY)
- 2004–2009: Private Fernfachhochschule Sachsen, Chemnitz (SN)
- 2005–2010: University of Management and Communication (FH), Potsdam (BB)
- 2007–2009: Private Hanseuniversität, Rostock (MV)
- 2007–2014: International Business School of Service Management, Hamburg (HH)
- 2007–2015: BEST-Sabel-Hochschule Berlin, Berlin (BE)
- 2007–2010: Internationale Hochschule für Exekutives Management, Berlin (BE)
- 2008–2013: Adam-Ries-Fachhochschule, Erfurt (TH)
- 2008–2013: FH KUNST Arnstadt, Arnstadt (TH)
- 2008–2010: EDU.CON Hochschule Berlin, Berlin (BE)
- 2008–2009: Stenden University Berlin, Berlin (BE)
- 2014–2018: Praxis-Hochschule, Köln (NW)
- 2011–2017: ESMOD Deutschland, Berlin (BE)